# Новосёлов, Юрий Михайлович
Юрий Михайлович Новосёлов (род. 6 апреля 1948, Дружковка, Сталинская область, Украинская ССР) — российский архитектор. Лауреат Государственной премии Российской Федерации.

## Биография

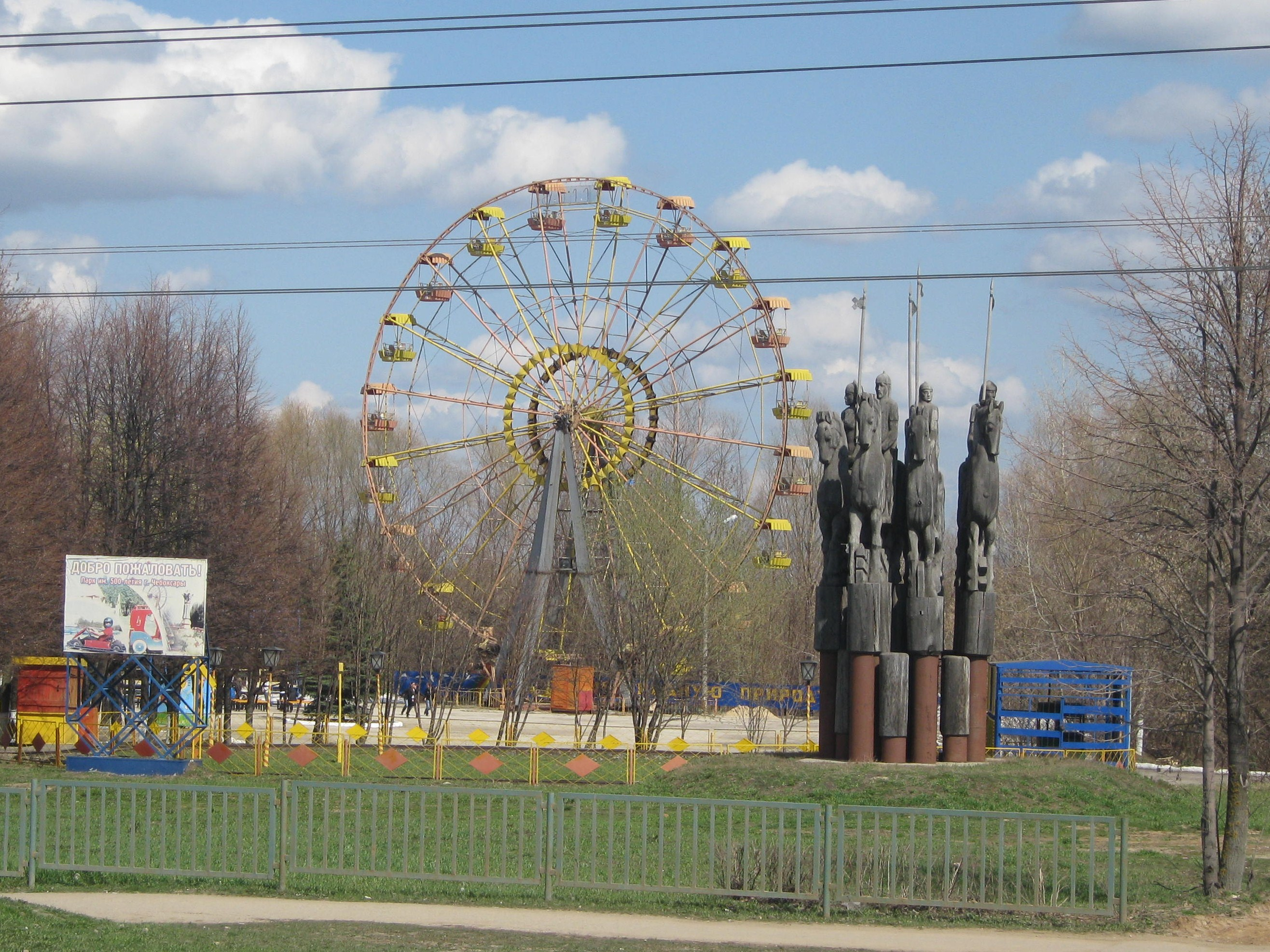
Конная монументально-декоративная композиция «Поход чувашской делегации в Москву с челобитной о добровольном вхождении в состав Московского государства» в парке культуры и отдыха имени 500-летия Чебоксар

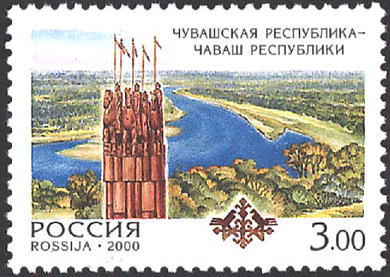
Композиция на почтовой марке России

Юрий Михайлович Новосёлов родился 6 апреля 1948 года в городе Дружковка Донецкой области Украинской ССР.
В 1976 года окончил Московский архитектурный институт. В 1976 году переезжает в Чебоксары, где работает архитектором, руководителем группы, начальником отдела института «Чувашгражданпроект».
С 1983 года — член Союза архитекторов СССР.
Является автором проектов благоустройства западного косогора, Красной площади и главной лестницы на Чебоксарском заливе. Является автором фонтана «Материнство» на территории Республиканской клинической больницы, один из авторов конкурсного проекта планировки центральной части Чебоксар (1-я и 2-я премии, 1976), проекта застройки микрорайонов 7 и 8 юго-западного района, памятника архитектору П. Е. Егорову, инженерной защиты и возрождения исторической части города Чебоксары
Конная монументально-декоративная композиция «Поход чувашской делегации в Москву с челобитной о добровольном вхождении в состав Московского государства», архитектором которой был Ю. М. Новосёлов, была установлена 22 мая 1989 года на транспортном кольце у пересечения улицы Гузовского и Московского проспекта.

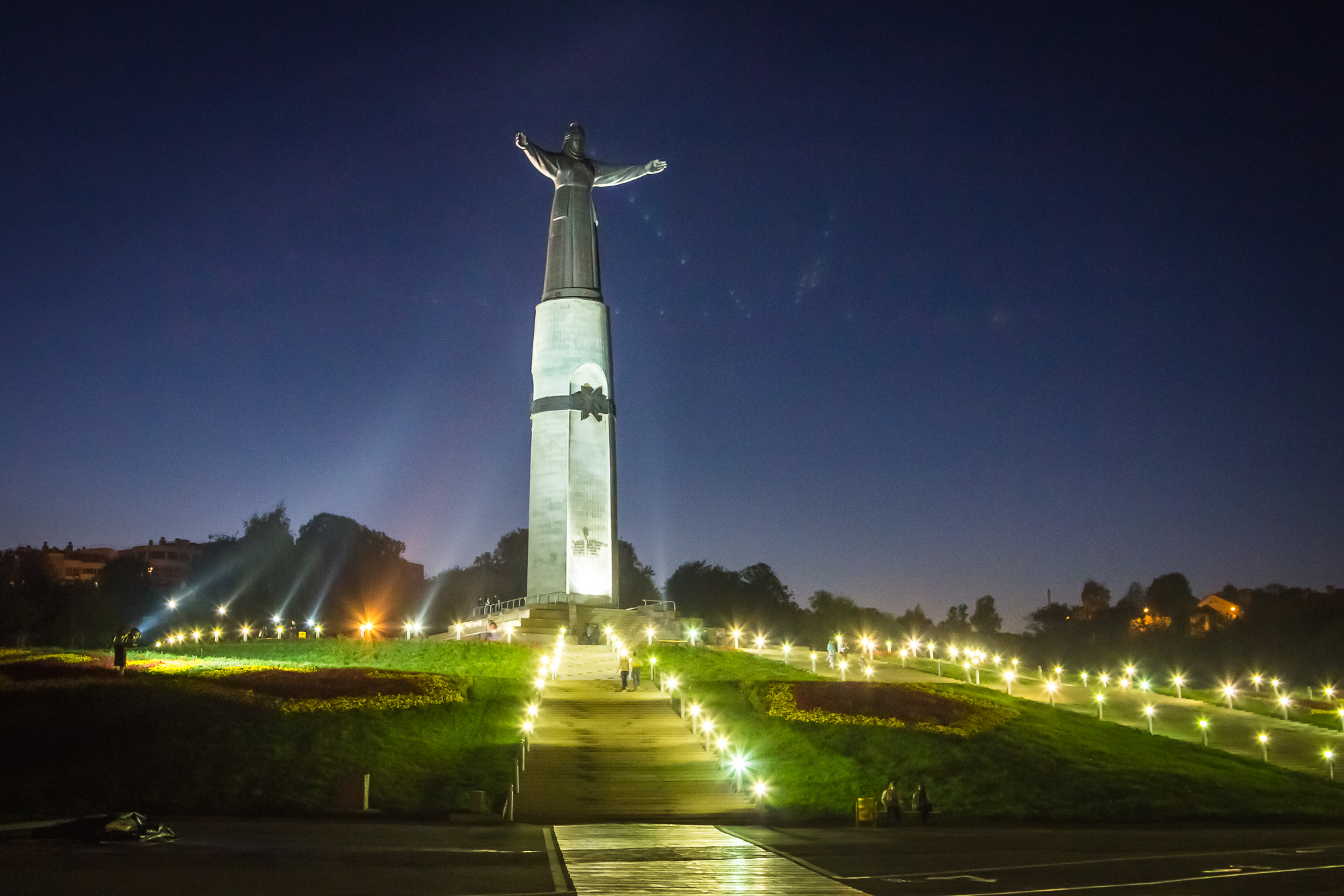
Монумент Матери

Является также архитектором Монументом Матери в Чебоксарах.

## Награды
- Заслуженный архитектор Чувашской Республики (1992),
- Лауреат Государственной премии Российской Федерации в области науки и техники (1999).